# L'Art subtil de s'en foutre
L'Art subtil de s'en foutre : Un guide à contre-courant pour être soi-même (titre original : The Subtle Art of Not Giving a F*ck: A Counterintuitive Approach to Living a Good Life) est le deuxième livre du blogueur et écrivain américain Mark Manson.
Manson y fait valoir que les difficultés de la vie lui donnent un sens et que la positivité irréfléchie de livres et guides de développement personnel à la mode n'est ni pratique ni utile.
En 2023, une adaptation de l'ouvrage sous la forme d'un documentaire sort. Réalisé par Nathan Price et produit par Matthew Metcalfe, le film d'une durée de 1h37 est disponible dans certains cinémas américains et en streaming à partir du 4 janvier 2023. Le documentaire est distribué par Universal Pictures. Le film est disponible en France à la demande à partir du 13 février 2023.